# Charles Terront

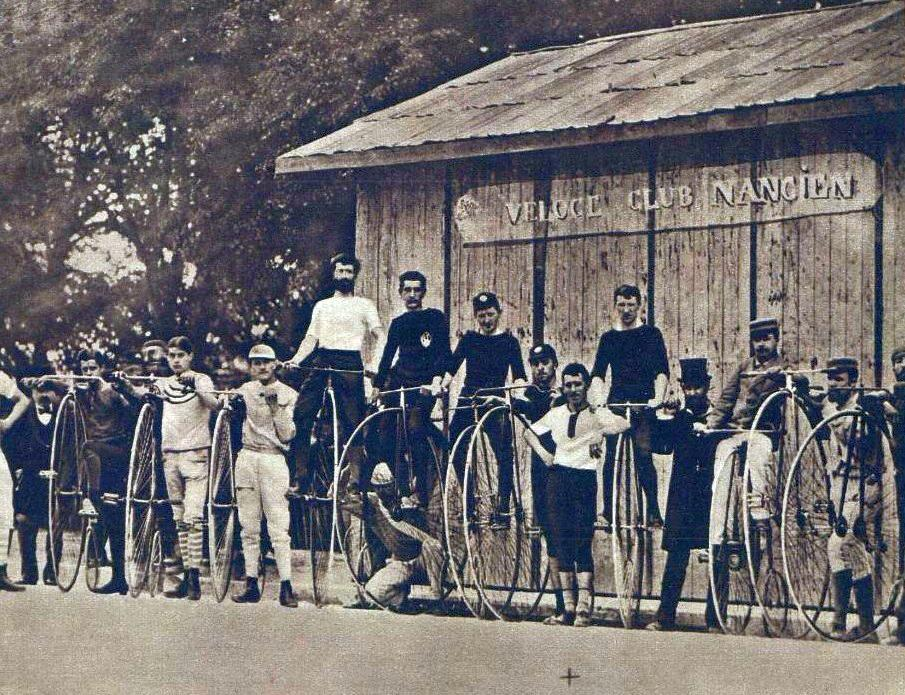
Charles Terront (+) vainqueur d'une course de Grands Bicycles à Nancy, en 1883.

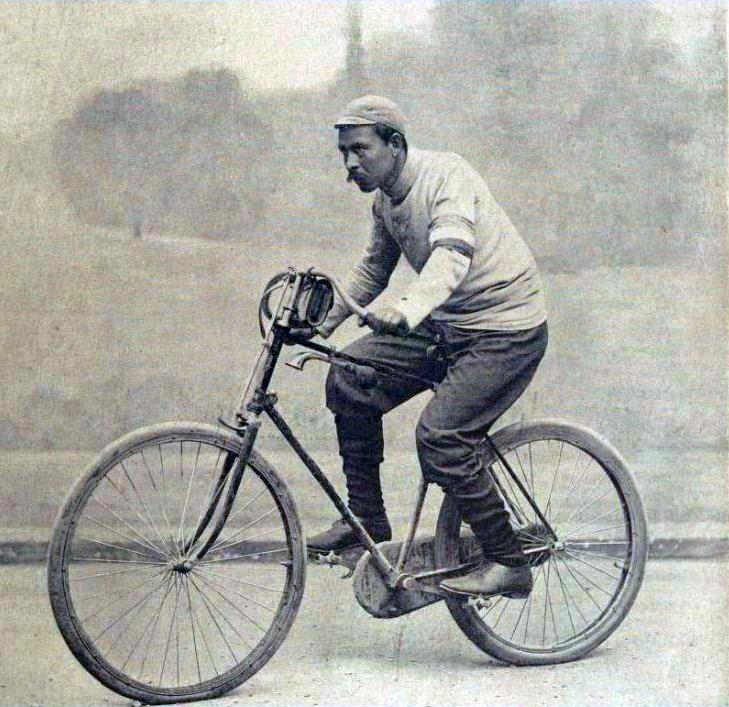
Charles Terront en 1891

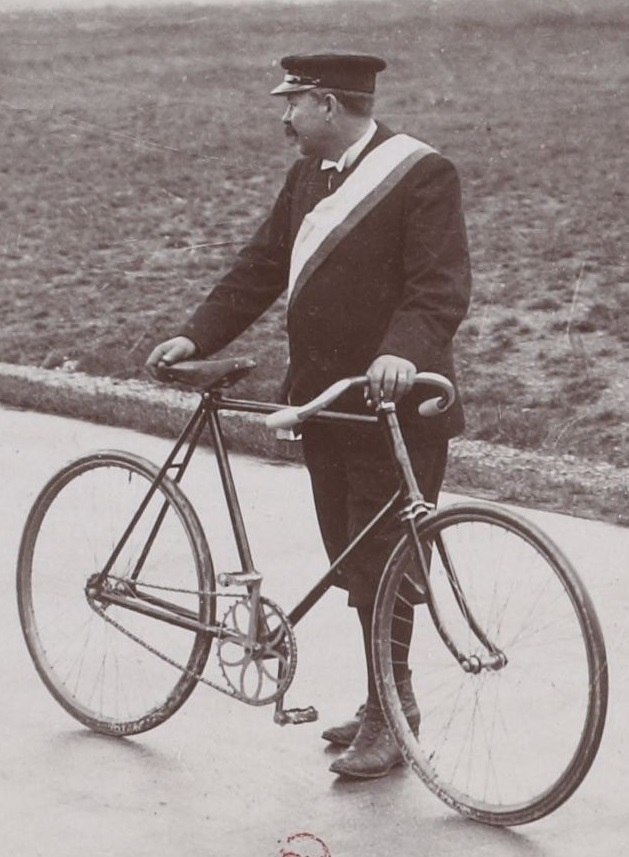
Charles Terront en 1901, à la course Paris-Brest-Paris.

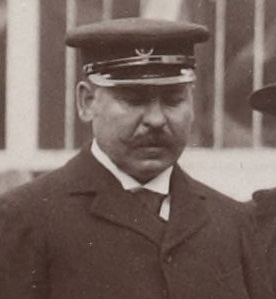
Charles Terront au Paris-Brest-Paris 1901.

Charles Terront, né le 25 avril 1857 à Saint-Ouen et mort le 28 octobre 1932 à Sainte-Marguerite-lès-Marseille, est un coureur cycliste français des années 1870-1890, considéré comme la première star française du cyclisme. À la fin l'année 1890, après 15 années de compétitions, il remporte 227 victoires et 466 podiums en 538 courses.

## Biographie
Grand spécialiste du demi-fond cycliste, Charles Terront teste, en 1891, le pneumatique prototype d'Édouard Michelin, un des tout premiers pneumatiques démontables.
En 1891, il remporte, après 1 200 kilomètres et plus de 71 heures d'effort, le premier Paris-Brest-Paris, en passant trois nuits sur son vélocipède. Il accomplit également un raid Paris-Moscou-Paris.
Le 26 février 1893, il remporte un match de 1 000 km contre Jean-Marie Corre à la galerie des Machines devant 50 000 spectateurs.
Il vient habiter Rouen en 1893,, où il tient un commerce de cycles et d'automobiles au no 1 rue Jeanne-d'Arc (concession Sizaire-Naudin et Darracq). 
En juin 1899, il bat le record Paris-Brest-Paris en motocycle cette fois, accompagné d'Henri Béconnais, en 40 heures et demie entre le 18 et le 19, soit 30 km/h de moyenne sur 1 200 kilomètres.
Vers 1924, il se retire dans la banlieue de Marseille.
Il est inhumé au cimetière de Clichy.
Le 17 mai 1933 est inaugurée une plaque commémorative à sa mémoire à la grille de la côte de Picardie à Versailles.

## Palmarès sur piste

### Championnats de France
- Champion de France de demi-fond : 1888 et 1889
- 2e du championnat de France de demi-fond : 1887
- 2e du championnat de France de vitesse : 1883
- 3e du championnat de France de vitesse : 1882 et 1885

### Records de France
- 5 kilomètres (Bordeaux, 1886) et 50 kilomètres (Longchamp, 1888)

### Six jours
- Six Jours de Birmingham : 1875
- Six Jours de Boston : 1879 et 1897
- Six Jours de Chicago : 1879
- Six Jours de Londres : 1880
- Six Jours d'Edimbourg : 1880
- Six Jours de Hull : 1880

### Championnats de tricycle
- Championnats du V.C. béarnais : 1885

### Autres courses sur piste
- 1876
  - Grand Prix d'Angers[8]
- 1877
  - Grand Prix d'Angers[8]
- 1879
  - Grand Prix d'Angers[8]
  - 50 miles de Londres
  - 26 heures de Londres
  - 10 heures de Chicago
- 1882
  - 4 heures d'Angers
- 1883
  - 6 heures d'Angers
  - 2 heures d'Agen
  - 5 heures de Grenoble
- 1886
  - 4 heures d'Angers
- 1888
  - Grand Prix d'Angers[8]
- 1890
  - 4 heures d'Angers

## Palmarès sur route
- 1876
  - Paris-Pontoise-Paris
- 1877
  - Paris-Conflans Sainte-Honorine-Paris
- 1878
  - Boulogne Billancourt-Versailles
- 1879
  - Angers-Le Mans-Angers
- 1884
  - Routes du Midi (sur 24 heures, 339 kilomètres parcourus)
- 1887
  -  Champion de Grande-Bretagne des 100 miles (à Birmingham)
- 1891
  - Paris-Brest-Paris
- 1894
  - 2e de Paris-Lyon-Paris

## Notes et références

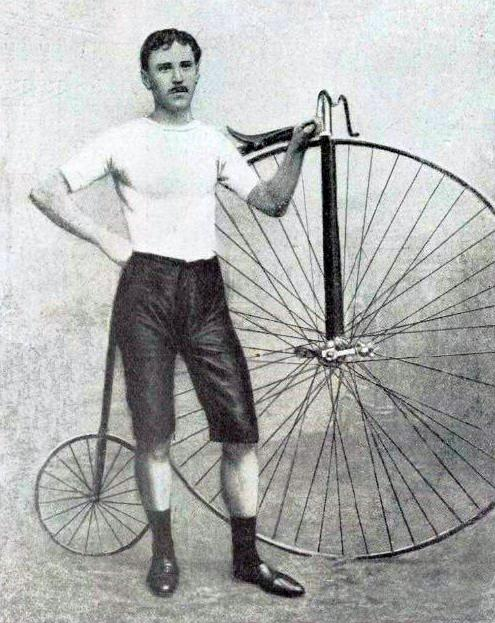
Charles Terront vers 1890.